# Heinrich Jacob Goldschmidt
Heinrich Jacob Goldschmidt (4. prosince 1857 Praha – 20. září 1937 Oslo) byl česko-norský chemik židovského původu. Narodil se v Praze, ale strávil většinu své kariéry v Norsku. Vystudoval chemii na Karlově univerzitě v Praze, kde v roce 1881 získal doktorát. V témže roce se stal profesorem na ETH Zürich, kde spolupracoval s Viktorem Meyerem. V roce 1888 se mu narodil syn Victor Goldschmidt, který se později stal uznávaným mineralogem a zakladatelem moderní geochemie. V letech 1894 a 1895 pracoval na Amsterdamské univerzitě s Jacobusem Henricusem van 't Hoffem, prvním nositelem Nobelovy ceny za chemii. V roce 1901 opustil ETH a odešel na univerzitu v Oslu. Zde pracoval až do svého odchodu do důchodu v roce 1929, ve věku 72 let. Když se jeho syn Victor stal v roce 1929 profesorem mineralogie na univerzitě v Göttingenu, přestěhoval se s ním do Göttingenu, ale oba odtud museli odejít po nástupu nacistů k moci. Oba, a otec i syn, se v roce 1935 vrátili do Osla. Heinrich zemřel o dva roky později. Goldschmidt byl vedoucím diplomové práce nositele Nobelovy ceny Odda Hassela.